# بيتس جيل
بيتس جيل (بالإنجليزية: Bates Gill)‏ هو أستاذ جامعي أمريكي، ولد في 2 مايو 1959 في الولايات المتحدة.